# Gladiolus papilio
Gladiolus papilio es una especie de gladiolo que se encuentra en Sudáfrica.  

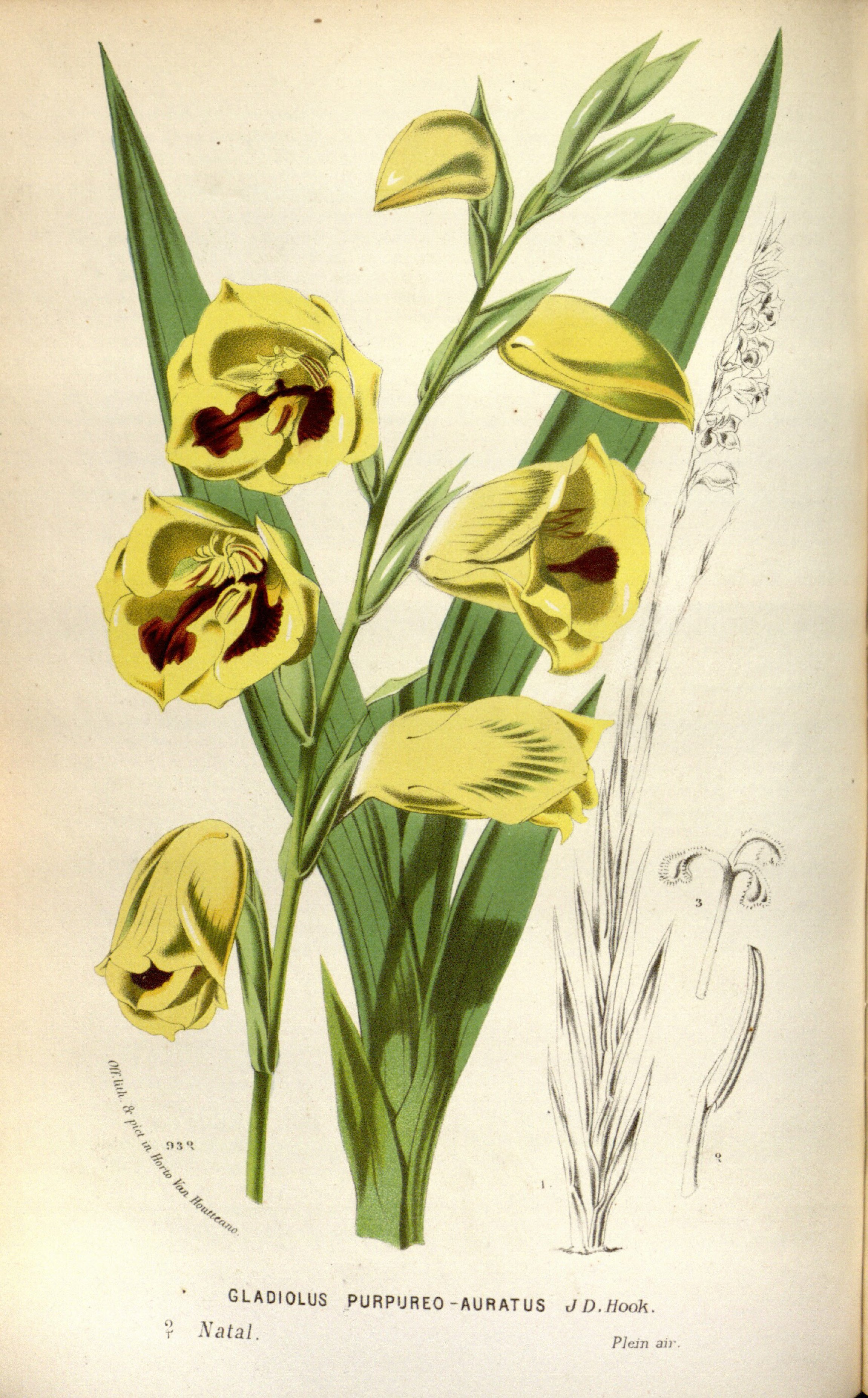
Ilustración

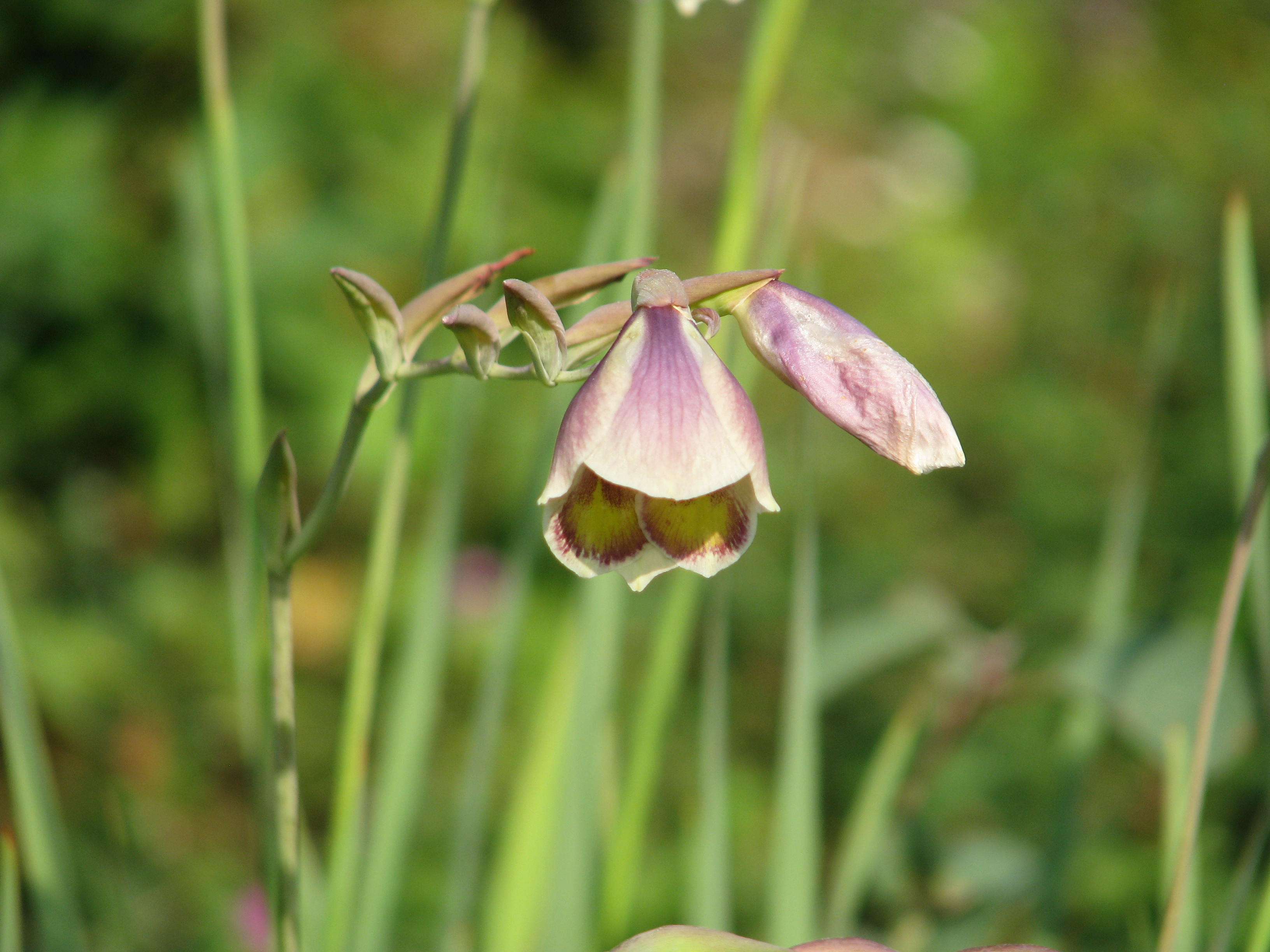
Flor

## Descripción
Gladiolus papilio es una planta herbácea perennifolia, geofita que alcanza un tamaño de 0.3 - 1.2   m de altura. Se encuentra a una altitud de 5 - 2350 metros en Sudáfrica.
Gladiolus papilio se llama el gladiolo mariposa, y crece en un terreno pantanoso, hasta los 2400 m de altura, desde la Provincia del Cabo Oriental a la provincia de Limpopo. Es una planta de jardín resistente, cultivada en el Reino Unido desde 1866.

## Taxonomía
Gladiolus papilio fue descrita por Joseph Dalton Hooker y publicado en Botanical Magazine 92: pl. 5565. 1866.
Etimología
Gladiolus: nombre genérico que se atribuye a Plinio y hace referencia, por un lado, a la forma de las hojas de estas plantas, similares a la espada romana denominada "gladius". Por otro lado, también se refiere al hecho de que en la época de los romanos la flor del gladiolo se entregaba a los gladiadores que triunfaban en la batalla; por eso, la flor es el símbolo de la victoria.
papilio: epíteto latíno que significa "mariposa"
Sinonimia
- Gladiolus brachyscyphus Baker
- Gladiolus purpureoauratus Hook.f.
- Gladiolus schlechteri Baker
- Gladiolus spathulatus Baker[7][8]